# William Maitland

William Maitland

William Maitland of Lethington (* zwischen 1525 und 1528; † 9. Juni 1573 in Leith) war ein Angehöriger des schottischen Adels, der die anglo-schottische Politik von 1558 bis 1573 maßgeblich prägte. Seit 1561 wirkte Maitland als Staatssekretär von Maria Stuart für eine Vereinigung der beiden Reiche England und Schottland.

## Herkunft und Familie
William Maitland of Lethington wurde als ältestes von sieben Kindern des schottischen Dichters und Staatsmannes Sir Richard Maitland of Lethington (1496–1586) und der Mariota Cranstoun, Tochter von Sir Thomas Cranstoun of Crosbie, geboren.
Richard Maitland of Lethington stand sechzig Jahre im Staatsdienst und war von 1561 bis 1584 schottischer Großsiegelbewahrer. Richards Vater, William Maitland of Thirlestane and Lethington, fiel 1513 gegen die Engländer in der Schlacht bei Flodden. Richards Mutter, Martha Seton, entstammte dem einflussreichen Seton-Clan, aus dem sich im 15. Jahrhundert der Clan der Gordons herauslöste.
Williams jüngerer Bruder, John Maitland of Thirlestane (1545–1595) wurde ebenfalls Politiker und diente von 1587 bis 1595 König Jakob VI. als schottischer Lordkanzler und Hauptberater.
Die Maitlands gehörten einer neuen, politisch gut geschulten Klasse von Gutsherren an, deren Besitztümer im Umkreis von Edinburgh lagen, und die seit 1547 von der englischen Besetzung von Haddington betroffen waren. William, der schon als Kind von seinem Vater politisch gebildet wurde, versuchte zeitlebens dessen Ratschläge zu beherzigen. So sollte er nie ein Schmeichler oder Spötter werden, die Unbeständigkeit des Glücks nie außer Acht lassen und stets „jedem Menschen geschickt seine Geheimnisse entlocken“. Er studierte später in St. Andrews Theologie und setzte danach seine Studien im Ausland fort. Allerdings galten seine Interessen nicht der Religion, sondern der Politik. Er las begeistert die Schriften Machiavellis und ließ sich als anpassungsfähiger und pragmatisch denkender Politiker von dessen Grundsätzen leiten.
Seit 1555 gehörte William Maitland of Lethington der protestantischen Kirche an.

## Politisches Leben

### Die Jahre 1558 bis 1561
Im Jahr 1558 ernannte die schottische Regentin Marie de Guise den aufstrebenden William Maitland of Lethington zu ihrem Staatssekretär. Sie entsandte ihn im Februar 1558 zu Verhandlungen nach London und im März 1559 zu Verhandlungen nach Paris. Maitland schloss sich, trotz der Förderung durch die Regentin, im Herbst 1559 den protestantischen Aufständischen um Lord James Stewart, später Earl of Moray, und James Hamilton, 2. Earl of Arran, an. Diese „Lords of the Congregations“, selbst ernannte Schutzherren der protestantischen Kirche, baten England um militärische und politische Hilfe.
Bald danach besetzten die Aufständischen Edinburgh und forderten die Absetzung der Regentin Marie de Guise. Am 27. Februar 1560 unterzeichneten die „Lords of the Congregation“ mit England den Vertrag von Berwick, indem England ein Eingreifen zum Schutz der Protestanten eingeräumt wurde. Die Regentin Marie de Guise forderte daraufhin französische Hilfe an, aber aufgrund der Verschwörung von Amboise konnte Frankreich keine militärische Unterstützung leisten. Wenig später, am 11. Juni 1560, verstarb Marie de Guise.
William Maitland of Lethington führte danach die Verhandlungen mit Elisabeth I. und William Cecil. Am 6. Juli 1560 unterzeichneten England und Schottland den Vertrag von Edinburgh, der zur Annäherung der beiden Königreiche führen wird. Maria Stuart sollte sich, trotz des noch bestehenden schottisch-französischen Bündnisses „Auld Alliance“, zur Freundschaft zu England verpflichten und die protestantische Religion in Schottland einführen. Letzteres befürwortete auch Maitland, der annahm, dass Maria nicht unbedingt auf das Beibehalten der katholischen Messe bestehen würde. Des Weiteren sollte die Königin der Schotten Elisabeths Recht auf den Thron Englands und ihren eigenen Verzicht auf die Führung des englischen Wappens und Titels bestätigen.
Nach dem Vertrag von Edinburgh wurde der französische Einfluss in Schottland beendet. Die Führung des Landes übernahmen Lord James Stewart, William Maitland of Lethington und John Knox.
Im September 1560 verhandelte Maitland, der inzwischen zu den erfahrensten schottischen Diplomaten zählte, in London erneut mit Elisabeth I., die sich von William Cecil und Robert Dudley beraten ließ. Maitland vertrat während der Verhandlungen die Meinung, dass die Edinburgher Verträge nur ratifiziert würden, wenn die Nachfolge Marias auf den englischen Thron geregelt wäre. Elisabeth bestätigte Maitlands Ansichten, jedoch sollten Cecil und Maitland die Nachfolge auf den englischen Thron, vorerst unter Aufsicht ihrer Königinnen, in privater Korrespondenz regeln. Cecil schätzte inzwischen Maitland als „Menschen mit guten Eigenschaften“ ein.
Maitland erkannte, dass die Anwesenheit der jungen Königin in Schottland dringend erforderlich wird. Deswegen schrieb am 10. Juni 1561 Lord James Stewart im Namen der protestantischen Lords Maria einen Brief, in dem er seine Halbschwester zur Rückkehr nach Schottland aufforderte. Ebenso schrieb Maitland der Königin einen Brief, in dem er sich verpflichtete, sie mit Rat und Tat zu unterstützen. Aufgrund dieser Briefe, entschloss sich Maria Stuart im August 1561 nach Schottland zurückzukehren.

### Die Jahre 1561 bis 1562
Maria Stuart übernahm Maitland als Staatssekretär. Maitland, der sich nicht vom aufkommenden religiösen Fanatismus eines John Knoxes beeinflussen ließ, erwies sich als der ideale Ratgeber der Königin. Er wurde in den nächsten vier Jahren der wichtigste Mitstreiter von James Stewart, seit 1562 Earl of Moray. Gemeinsam führten sie eine pragmatische, die protestantische Religion fördernde und proenglische Politik.
Maitland wurde von Maria Stuart Anfang September 1561 beauftragt, nach London zu reisen und mit der englischen Königin über die Frage ihrer Nachfolge zu verhandeln. Die Verhandlungen gestalteten sich schwierig, da Maitland das Testament Heinrichs VIII. ablehnte. Heinrich VIII. bestimmte in seinem Testament den Ausschluss der Nachkommen seiner älteren Schwester Margaret Tudor von der englischen Thronfolge.
Maitland argumentierte dagegen, dass Heinrich VII. seine Tochter nie mit dem schottischen König Jakob IV. verheiratet hätte, in der Absicht ihre Nachkommen von der Thronfolge auszuschließen. Die Folge der Argumentation Maitlands war aber auch, dass die Nachkommen aus Margarets zweiter Ehe mit Archibald Douglas, 6. Earl of Angus, ihren Anspruch auf den englischen Thron bestätigt bekamen. Henry Stewart, Lord Darnley, der spätere Ehemann Maria Stuarts, war über seine Mutter Margaret Douglas, Countess Lennox, ein Enkel der Margaret Tudor und verfügte somit, wenn auch untergeordnete, Erbansprüche auf den englischen Thron.
Am 24. September 1561, während der Anwesenheit Maitlands in London, gebar Lady Catherine Grey ihren Sohn Eduard Seymour. Lady Catherine war die jüngere Schwester der Neun-Tage-Königin Jane Grey und wurde vom englischen Parlament aufgrund ihres protestantischen Glaubens als rechtmäßige Thronerbin betrachtet. Sie war eine Enkelin der jüngeren Schwester Heinrichs VIII., Mary Tudor, und somit eine potentielle Rivalin Maria Stuarts in der englischen Nachfolgeregelung. Die Geburt ihres Sohnes schwächte die Verhandlungsposition von Maitland. Elisabeth und Cecil drängten ihn nun nach Schottland zurückzukehren und dort, die Ratifizierung des Vertrages von Edinburgh zu beschleunigen.
Im Mai 1562 überzeugte Maitland Cecil, dass eine persönliche Aussprache der beiden Königinnen für ihre Länder nur Vorteile bringen wird. Am 6. Juli 1562 vereinbarten Elisabeth und Maitland die Bedingungen für eine Zusammenarbeit. Die Begegnung der beiden Königinnen sollte zwischen dem 20. August und 20. September 1562 in Nottingham stattfinden. Der Ausbruch der Hugenottenkriege in Frankreich verhinderte jedoch dieses Treffen. Ein weiteres Treffen sollte zwischen dem 20. Mai und 31. August 1563 in York oder Nottingham stattfinden, aber auch dieses Treffen kam wegen der Religionskriege in Frankreich nicht zustande.
Im August 1562 begleitete William Maitland of Lethington die Königin der Schotten auf ihren Feldzug gegen George Gordon, 4. Earl of Huntly, der sich als mächtiger, katholischer Magnat im Norden Schottlands gegen die Königin erhoben hat und ihr am 28. Oktober 1562 in der Schlacht von Corrichie unterlag. Maitland zählte danach zu den Ratgebern der Königin, die ihr zur Hinrichtung aller Gordon-Söhne rieten. Maria widersetzte sich allerdings diesen Ratschlägen und begnadigte die Gordon-Söhne Adam und George zu Haftstrafen.

### Die Jahre 1563 bis 1565
Seit Januar 1563 suchte Maitland einen passenden Ehekandidaten für die seit 1560 verwitwete Königin zu finden. Er beabsichtigte vor allem eine Ehe zwischen Maria Stuart und Lord Darnley zu verhindern, da er befürchtete, diese Ehe würde zur Machtübernahme von Darnleys Vater, Matthew Stewart, 4. Earl of Lennox, führen. Deswegen verhandelte Maitland in London mit Elisabeth, die ihm ernsthaft vorschlug, ihren eigenen Liebhaber Robert Dudley, 1. Earl of Leicester, mit Maria Stuart zu vermählen. Maitland schlug stattdessen vor, Elisabeth solle zuerst Dudley heiraten und nach ihrem Tod, Gatte und Reich an Maria Stuart vererben. Daraufhin erklärte Maria öffentlich, niemals einen Mann zu heiraten, der ihr von der englischen Königin vorgeschlagen wurde. In Wirklichkeit favorisierte aber Maitland den englischen Magnaten Thomas Howard, 4. Duke of Norfolk, als möglichen Ehegatten für Maria Stuart.
Des Weiteren verhandelte Maitland seit dem Herbst 1563 mit dem spanischen Gesandten in London, Alvaro de la Cuadra (Quadra), Bischof von Aquila, über eine mögliche Ehe zwischen dem spanischen Infanten Don Carlos und der Königin der Schotten. Der spanische König Philipp II. erwartete von einer Ehe zwischen Maria Stuart und Don Carlos die Lösung der Religionsfragen in Schottland. Da Philipp II. zu diesem Zeitpunkt den labilen Geisteszustand seines Sohnes bereits richtig einschätzte, favorisierte er in Wirklichkeit den österreichischen Erzherzog Karl von Steiermark als Ehekandidaten für Maria. Deswegen forderte er seinen Gesandten auf, in den Verhandlungen mit Maitland Zeit zu gewinnen und keine verbindlichen Zusagen zu machen. Daraufhin verkündete Maitland, dass, falls die Hochzeit nicht in Spanien erwünscht ist, eine Heirat der Königin der Schotten mit dem französischen König Karl IX. stattfinden werde.
Moray und Maitland sahen in einer spanischen Heirat eine politische Alternative für Schottland. Maria Stuart sollte in das katholische Spanien ziehen und das protestantische Schottland würde in ihrem Namen von Moray und Maitland regiert werden. Allerdings warnte der schottische Reformator John Knox eindringlich vor einen politischen Bündnis mit Spanien. Moray und Maitland erwarteten aber auch, dass Elisabeth I., infolge dieser Verhandlungen mit Spanien, ihre Nachfolgeregelung endlich aufdecken wird. Sie rechneten jedoch nicht damit, dass die französische Königinmutter Katharina de Medici die Verhandlungen mit Spanien als gegen Frankreich gerichtet ansah und deswegen ihre Zahlungen an die schottische Königin einstellte.
Da die Verhandlungen mit Spanien ergebnislos blieben, führte Maitland 1564 erneut Verhandlungen mit der englischen Königin über eine Heirat Maria Stuarts mit dem Earl of Leicester. Im April 1565 entsandte Maria Stuart Maitland nach London, um Elisabeth ihren Wunsch mitzuteilen, Lord Darnley zu heiraten. Elisabeth lehnte diesen Wunsch ab. Trotzdem fand am 19. Juli 1565 die Hochzeit von Maria Stuart und Henry Stuart, Lord Darnley statt. Wenige Tage später begann der Earl of Moray gegen die Königin zu rebellieren. Maitland unterstützte diesen Aufstand („Chaseabout Raid“) seines ehemaligen Verbündeten nicht, obwohl die Ehe zwischen Maria und Darnley seinen politischen Vorstellungen widersprach.

### Die Jahre 1565 bis 1567
Maitland blieb nach der Heirat Marias formell ihr Staatssekretär. Aber sein Einfluss schwand, da sich Maria seit Oktober 1565 zunehmend von ihrem Privatsekretär David Rizzio, einen italienischen Musiker, der ihre Korrespondenz mit Frankreich und dem Papst führte, beraten ließ. Die schottischen Adligen, unter ihnen Maitland, befürchteten deswegen eine Rückkehr zur profranzösischen und prokatholischen Politik und persönliche Machteinbußen. William Maitland of Lethington wurde daraufhin Ende 1565 des Hofes verwiesen.
Da er Anfang 1566 das Scheitern der bisherigen anglo-schottischen Politik Morays befürchtete, verband er sich mit dem ebenfalls wegen Rizzios Einfluss entmachteten James Douglas, 4. Earl of Morton, der ihn in seine Pläne zur Beseitigung Rizzios einweihte. Rizzio wurde am 9. März 1566 von Morton und anderen Adligen vor den Augen der schwangeren Königin ermordet. Maitland beteiligte sich nicht an diesem Mordanschlag, allerdings warnte er auch nicht die Königin. Aus diesem Grund fürchtete er ihre Rache und flüchtete wenige Tage nach dem Attentat nach Dunkeld.
Ende September 1566 begnadigte die Königin William Maitland. Die, von ihrer Ehe mit Darnley enttäuschte, Königin erwartete Maitlands Unterstützung bei ihrer geplanten Scheidung. Im November 1566 berieten Maitland und Moray mit Bothwell und Huntly über die Scheidung des Königspaares. Die Königin befürchtete jedoch, dass ihr am 19. Juni 1566 geborener Sohn James, der spätere Jakob VI., nach ihrer Scheidung zum Bastard erklärt wird. Maitland beruhigte sie: „Lassen Sie uns die Sache unter uns besorgen, und Eure Gnaden werden sehen, dass nichts als Gutes geschieht und nichts, was nicht vom Parlament gebilligt worden ist.“
Im Januar 1567 trafen sich schottische Adlige, unter ihnen Huntly, Bothwell, Morton und Maitland, in Whittingham, einem Schloss der Familie Douglas, und unterzeichneten den „Craigmillar-Bond“, der die geplante Ermordung Darnleys besiegelte. Maitland zog es aber vor, sich nicht in der Tatnacht vom 9. zum 10. Februar 1567 in Edinburgh aufzuhalten.
Wenig später unterstützte Maitland Bothwell, der wegen des Mordes angeklagt wurde. Maitland forderte den Kläger, Darnleys Vater, den 4. Earl of Lennox, auf, in Edinburgh zu erscheinen. Da Lennox nicht in Edinburgh erschien, erreichte Maitland am 12. April 1567 den Freispruch Bothwells. Daraufhin lud am 19. April 1567 Bothwell achtundzwanzig Prälaten und Adlige, darunter Morton und Maitland in die Ainslie-Taverne ein. Die Adligen sollten sich verpflichten, Bothwell als Gatten Marias zu empfehlen. Dies hätte bedeutet, dass er als König der Schotten anerkannt wäre. Maitland unterzeichnete den „Ainslie-Bond“. Drei Tage später wollten Huntly und Maitland die Königin nach Edinburgh begleiten. Jedoch bemächtigte sich Bothwell Maria Stuart und brachte sie auf sein Schloss Dunbar.
Am 6. Juni 1567 versuchte der cholerische Bothwell Maitland zu töten. Die Tötung Maitlands konnte nur durch das Eingreifen Maria Stuarts verhindert werden. Trotzdem verließ Maitland noch am gleichen Tag die Königin und zog sich auf seine Güter zurück. Nach der am 15. Juni 1567 verlorenen Schlacht von Carberry versuchte die verzweifelte Königin von Maitland Hilfe zu erhalten, die er ihr aber verweigerte.
Seit dem 20. Juni 1567 besaßen die schottischen Lords die Kassettenbriefe als wichtige Beweismittel gegen die Königin. Die Beteiligung Maitlands beim Auftauchen der Kassettenbriefe ist bis heute strittig.
Am 24. Juli 1567 wurde die auf Loch Leven Castle gefangengesetzte Maria Stuart genötigt abzudanken, damit ihr einjähriger Sohn als Jakob VI. zum König der Schotten gekrönt werden konnte. Die Regentschaft für Jakob VI. übernahm Marias Halbbruder, James Stewart, Earl of Moray.

### Die Jahre 1567 bis 1573
William Maitland of Lethington schloss sich noch im Juli 1567 der Partei Morays an und begleitete den Regenten im Dezember 1568 nach York. Dort fanden vom Oktober 1568 bis Januar 1569 Verhandlungen zwischen den Anhängern der englischen Königin Elisabeth, der ehemaligen Königin der Schotten Maria Stuart und des schottischen Regenten Moray statt. Moray und Maitland legten der englischen Delegation die Kassettenbriefe vor.
Maitland verhandelte mit John Leslie, Bischof von Ross und Bevollmächtigter Maria Stuarts, der während der Ridolfi-Verschwörung von 1571 als Unterhändler eine unrühmliche Rolle spielen wird. Er legte dem Bischof die Kassettenbriefe vor, um die Schuld Marias an der Ermordung Darnleys zu beweisen.
Trotz dieser Schuldzuweisung verhandelte Maitland im Geheimen mit Thomas Howard, 4. Herzog von Norfolk, über dessen mögliche Ehe mit Maria Stuart. Diese Heirat sollte das „schottische Problem“ lösen, aber auch die Avancen Frankreichs oder der Habsburger um Elisabeth und Maria beenden. Maitland überzeugte den Herzog, dass die Kassettenbriefe nicht die belasteten Zeugnisse gegen Maria wären, als die sie ihm erschienen. Wenig später hielt Norfolk um die Hand Marias an, obwohl diese noch nicht von Bothwell geschieden war. Der Regent Moray war bereit eine Heirat zwischen Maria und Norfolk zu akzeptieren. Norfolk, der kein Katholik war, sollte sich danach an die Spitze eines katholischen Aufstandes in England stellen und die englische Regierung stürzen. Maria sollte an der Seite ihres Mannes in England leben und für immer von Schottland ferngehalten werden.
Maitlands doppelzüngige Politik veranlasste die Historikerin Antonia Fraser zu der Hypothese, dass, falls die Kassettenbriefe gefälscht sind, er der Fälscher war oder die Fälschung anordnete. Sie begründet ihre Meinung damit, dass Maitland als Marias langjähriger Staatssekretär genaue Kenntnisse über ihre Handschrift erlangte. Seine Helferin kann Mary Fleming gewesen sein, mit der Maitland seit dem 6. Januar 1567 verheiratet war und die Maria Stuart seit ihren gemeinsamen Kindheitstagen in Frankreich sehr gut kannte. Da die Originale der Kassettenbriefe seit 1584 als verschwunden gelten, lässt sich deren Herkunft nicht mehr klären.
Anfang 1568 verstarb die wichtigste protestantische Kandidatin auf die Nachfolge des englischen Throns, Lady Catherine Grey. Dadurch fand Norfolk als Ehemann für Maria Zustimmung bei Teilen der schottischen und englischen Adligen. Nach einem Vorschlag der englischen Königin Elisabeth stimmten in Perth im Sommer 1569 vierzig gegen neun schottische Adlige gegen eine Wiedereinsetzung Marias als Königin der Schotten. Zu den neun schottischen Adligen, die für Maria stimmten, zählte auch Maitland. Aus diesem Grund entzweiten sich Maitland und der Regent Moray.
Nach der Ermordung Morays am 23. Januar 1570 stellte sich Maitland gegen den neuen Regenten Lennox. Im März 1570 erkrankte Maitland schwer, möglicherweise litt er an Paralyse. Trotzdem führte er in den nun ausbrechenden Bürgerkrieg die Partei der Königin (Maria Stuart) gegen die Anhänger des Königs (Jakob VI.), die von den jeweiligen Regenten Lennox, Mar oder Morton geführt wurden.
Die Truppen des seit 1572 amtierenden Regenten Morton, den Maitland als ungebildet und linkisch verachtete, führten den Krieg gegen die marianische Partei mit unbarmherziger Härte. Maria Stuart bekam im Mai 1572 wegen der Kassettenbriefe, aber vor allem aufgrund der gescheiterten Ridolfi-Verschwörung ihren Anspruch auf den englischen Thron abgesprochen. Des Weiteren ordnete Elisabeth an, dass Marias Rückkehr nach Schottland für immer ausgeschlossen wird. Marias potentieller Ehemann, der Herzog von Norfolk, wurde im Juni 1572 als Hochverräter hingerichtet. Seit August 1572 verteidigten Maitland und William Kirkcaldy of Grange das Kastell von Edinburgh gegen die Truppen des Regenten Morton. Mit Hilfe englischer Soldaten nahmen dessen Truppen das Edinburgh Castle im Mai 1573 ein.
Der Regent Morton verurteilte Maitland und Kirkcaldy zum Tode. William Maitland of Lethington richtete sich daraufhin am 9. Juni 1573 in Leith selbst, sein Mitkämpfer Kirkcaldy wurde am 3. August 1573 in Edinburgh gehängt.
Maitlands Witwe Mary Fleming erbat für ihre Kinder und sich Gnade bei William Cecil, Lord Burghley, die ihr gewährt wurde. Maria Stuart soll den Tod Maitlands, der ihr nicht immer treu diente, aufrichtig betrauert haben.

## Ehen und Nachkommen
Aus der ersten Ehe mit Janet Menteith, Tochter von William Menteith of Kerse, entstammt:
- Marion Maitland ⚭ Robert Fawside

Am 6. Januar 1567 vermählte sich William Maitland of Lethington mit Mary Fleming (* 1542), Tochter von Malcolm Fleming, 3. Lord Fleming. Mary Fleming (ihre Mutter war Jane Stuart (1520–1563), die Gouvernante der Königin Maria I., sowie Mätresse des französischen Königs Heinrich II.) war eine enge Vertraute der Maria Stuart. Sie begleitete die Königin der Schotten, als eine der vier Marys, 1548 nach Frankreich und kehrte mit ihr 1561 nach Schottland zurück. Von 1561 bis 1567 gehörte Mary Fleming als Hofdame zum Hofstaat und zum engsten Kreis um Maria Stuart. Aus der glücklichen Ehe mit William Maitland entstammen:
- James Maitland (* 1568; † 1625) ⚭ 1584 Agnes Maxwell, Tochter von William Maxwell, 5. Lord Herries
- Margaret Maitland ⚭ 1587 Sir Robert Ker, 1. Earl of Roxburghe (* 1570; † 16. Januar 1650)